# Zygaena dsidsilia
Zygaena dsidsilia is een vlinder uit de familie van de bloeddrupjes (Zygaenidae). De wetenschappelijke naam van de soort is voor het eerst geldig gepubliceerd in 1852 door  Freyer.